# Чеченське звичаєве право
Чеченське звичаєве право — система усталених (узвичаєних) правил поведінки у найважливіших суспільних відносинах, санкціонованих державою чи таких, що набули чинності серед чеченців унаслідок загального переконання у їх необхідності та справедливості. Правові звичаї чеченського народу мають давнє походження та зв'язок із національною ментальністю чеченців.

## Поняття
Чеченський народ є населенням Північного Кавказу, більшість якого у сьогоденні проживає в Чеченській Республіці Російської Федерації. Вчені не мають однозначної відповіді щодо їх етногенезу. До найрозповсюдженіших версій належать походження чеченців від прадавнього народу хуритів або не менш давнього — шумерів. Сусідство із войовничими народами Середньої Азії істотно перешкоджало державотворчим процесам чеченського народу. Лише після падіння Золотої Орди у XIV ст. була утворена чеченська держава Сімсир, нетривалому існуванню якої поклав край прихід військ Тимура Ленки (Тамерлана). Із XVIII ст. розпочались спроби Російської імперії включити чеченські землі до свого складу, однак позитивний результат цих намагань було отримано тільки в 1865 р., коли було завершено Кавказьку війну. З того часу чеченський народ неодноразово вдавався до збройної боротьби за незалежність, однак безуспішно.
Попри тривалу відсутність власної держави, чеченці зуміли зберегти національну самобутність, культуру, звичаї (у тому числі правові). Значимість і життєздатність чеченського звичаєвого права доводить і те, що значна частина його норм продовжує діяти в сьогоденні. Система звичаєво-правових норм чеченського народу має назву «адат» і є своєрідною противагою та доповненням системі релігійно-правових норм «шаріату», яка не менш актуальна в сучасній Чечні. Синтез і конкуренція норм адату та шаріату стали основою еволюції чеченського права протягом останніх століть, яке в свою чергу протистояло, узгоджувалось і взаємодіяло із законодавством Російської імперії, Радянського Союзу та Російської Федерації.

## Обрання національного лідера
Оскільки чеченський народ протягом тривалого часу не мав і не має своє власної держави, в системі суспільного управління та громадського авторитету важливе місце посідає посада національного лідера, який визначає пріоритетні напрямки розвитку чеченського суспільства та представляє його у відносинах з іншими народами та державною владою.
Система обрання національного лідера цілком відповідає ієрархічній структурі чеченського суспільства. «Малі сім'ї» (тобто сім'ї в традиційному змісті цього слова) мають своїх природних лідерів, тобто батьків. Варами або «великими сім'ями» (сім'ями, що складаються з найближчих до сьомого ступеня кровних родичів) управляють їх старійшини (кількість цих посадових осіб чітко не встановлена). Старійшини варів призначають представника свого вару на вибори глави тайпу (групи варів, що мають спільного предка) і доручають йому назвати від імені «вару» певну кандидатуру на цю посаду. Чеченська звичаєво-правова етика вимагає від представника вару голосувати за кандидатуру, яка представляє інший вар (тобто голосування за самого себе не допускається).
Набравши найбільшу кількість голосів, представник певного вару очолює тайп. Глави тайпів проводять консультації між собою, а за їх результатом проводять голосування щодо виборів голови тукхама (групи сусідніх тайпів). На лідерів тукхамів покладається повноваження обрати серед себе національного лідера. Перед остаточним голосуванням вони погоджують свій вибір із головами тайпів. За результатом волевиявлення голів тукхамів чеченський народ отримує свого національного лідера.

## Кровна помста
Чеченці, як і більшість народів світу, від найдавніших часів практикували звичай кровної помсти, який полягав у тому, що родичі вбитої людини позбавляли життя її вбивцю, який належав до іншого роду. Звичаєве право чеченського народу передбачало можливість кровної помсти не тільки у випадку вбивства, але й також за публічне приниження, посягання на честь тощо. Вважалося, що помститися злочинцеві повинен був найближчий родич жертви чоловічої статі. Коли ж чоловіків у роді жертви не було, допускалося, щоб кровну помсту вчинила жінка близької спорідненості (як правило, сестра). Доволі часто звичай кровної помсти не припинявся одним убивством, адже рід злочинця мстив у відповідь, що спричиняло тривалі ворожнечі між родами.
У той час, коли в Європі замість кровної помсти альтернативним засобом моральної компенсації родичам убитого поступово ставала фінансова винагорода, яку також часто супроводжували інші заходи кримінально-правового впливу, ця тенденція правового розвитку не отримала відображення у суспільній практиці чеченського народу. Чечени ставилися до виплати грошей за вбивство як до безчестя і приниження. Порятунком вбивці від кровної помсти міг стати правовий звичай, за яким він повинен був торкнутись грудей матері своєї жертви, після чого він ставав членом роду того, кого він убив. Очевидно, це був прадавній ритуал, який сягав своїм корінням найдавніших часів. Проте вже наприкінці XVIII ст. цей правовий звичай застосовувався дуже рідко. Натомість звичаєво-правовий інститут кровної помсти продовжував функціонувати, тому багаторічна ворожнеча кланів і племен часто приводила до взаємного знищення всіх чоловіків роду.
Іншим шляхом припинення кровної помсти було примирення вбивці з родом його жертви. Як правило, до примирення ворогуючих родів схиляли нейтральні роди задля збереженню спокою в околиці. Процедура примирення починалася з того, що винуватець разом зі своїм родом прибували на окраїну села ворогуючого роду. Там у присутності цих родів, а також посередників, відбувалися молитви, при яких рід вбивці не мав права дивитися в обличчя родичам убитого. Посередині цього зібрання ставав убивця, якому найближчий родич убитого збривав усе волосся на голові та бороду, після чого той вважався прощеним, а кровна помста припинялася.

## Укладення шлюбу
Історично чеченське звичаєве право передбачало дві форми укладення шлюбу: викуп нареченої в її батька; викрадення нареченої. Перша форма була традиційною та найприйнятнішою. Виплата батькові майнової (як правило, значної) компенсації за майбутню дружину мала наслідком його благословення, що прирівнювалося до дозволу вступити в шлюб. Надалі необхідно було провести релігійну церемонію укладення шлюбу та весілля з багатьма гостями. Проте часто траплялося так, що чеченський юнак не мав матеріальних можливостей виплатити великий викуп, тому вдавався до викрадення нареченої. У цьому йому допомагали його родичі чоловічої статі. Він садив обраницю на коня та віз до свого дому. Коли вона провела ніч у його домі, про це повідомлялося її батьків. Вони ж не бажаючи, щоб честь їх доньки була приниженою, погоджувалися на її шлюб із викрадачем. Щоправда, не завжди чеченці мирилися з такими викраденнями, внаслідок чого виникали ворожнечі та війни між родами викрадача та викраденої дівчини.
Однією із шлюбних заборон мусульманської релігії, які отримали відображення в правових нормах шаріату, була заборона шлюбу між «молочними» братом і сестрою, тобто людьми, яких вигодувала одна жінка. Чеченські правові звичаї також суворо відносились до шлюбу між кровноспорідненими людьми, забороняючи родичам аж до сьомого коліна вступати в шлюб, проте «молочні» брати і сестри всупереч нормам шаріату мали право вступити в шлюб за чеченським звичаєвим правом. Водночас рівнинні ісламізовані тайпи вважали такі шлюби ганьбою. У разі укладення такого шлюбу релігійна влада також була негативно налаштована щодо нового подружжя. Однак авторитет старійшин роду, які в гірських чеченських селах відстоювали давні правові звичаї, завжди мав перевагу над думкою мулли.